# Qimonda

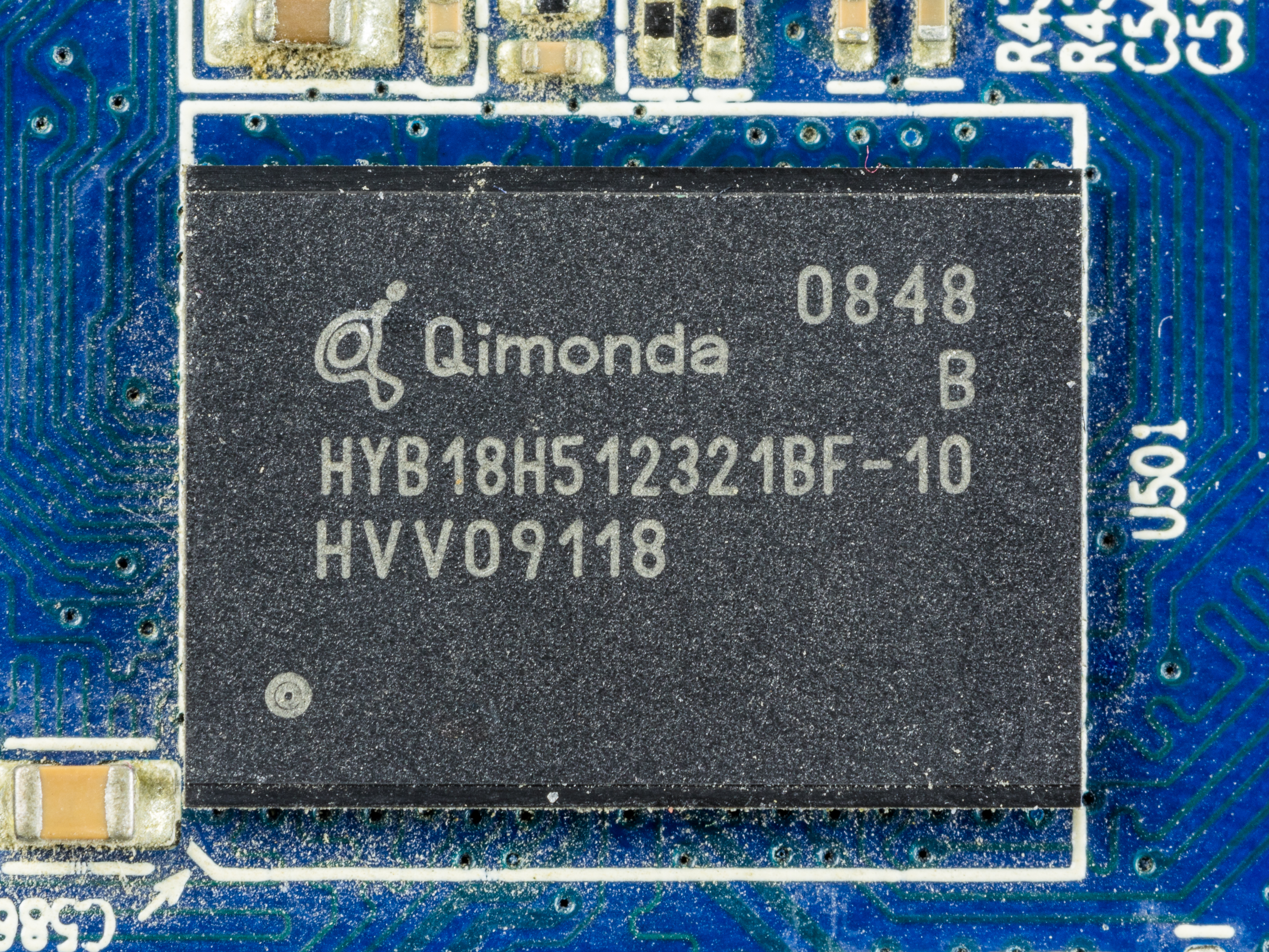
Qimonda 512 Mbit GDDR3

Qimonda è stata una società di chip di memoria a semiconduttori con sede a Monaco in Germania.
È stata fondata il 1º maggio 2006, dopo che la divisione di prodotti di memoria di Infineon è stata separata diventandone sua sussidiaria.
Qimonda è giunta ad essere la quarta più grande produttrice di chip di memoria al mondo. Nell'ottobre del 2007 ha annunciato una joint venture con Sony al fine di sviluppare nuove tecnologie per le memorie. Nel momento di maggior espansione ha impiegato più di 12.000 dipendenti in tutto il mondo.
Nel gennaio del 2009 ha dichiarato lo stato d'insolvenza, nell'aprile dello stesso anno è entrata in amministrazione controllata ed ha fermato la produzione di semiconduttori.